# Kwintebank

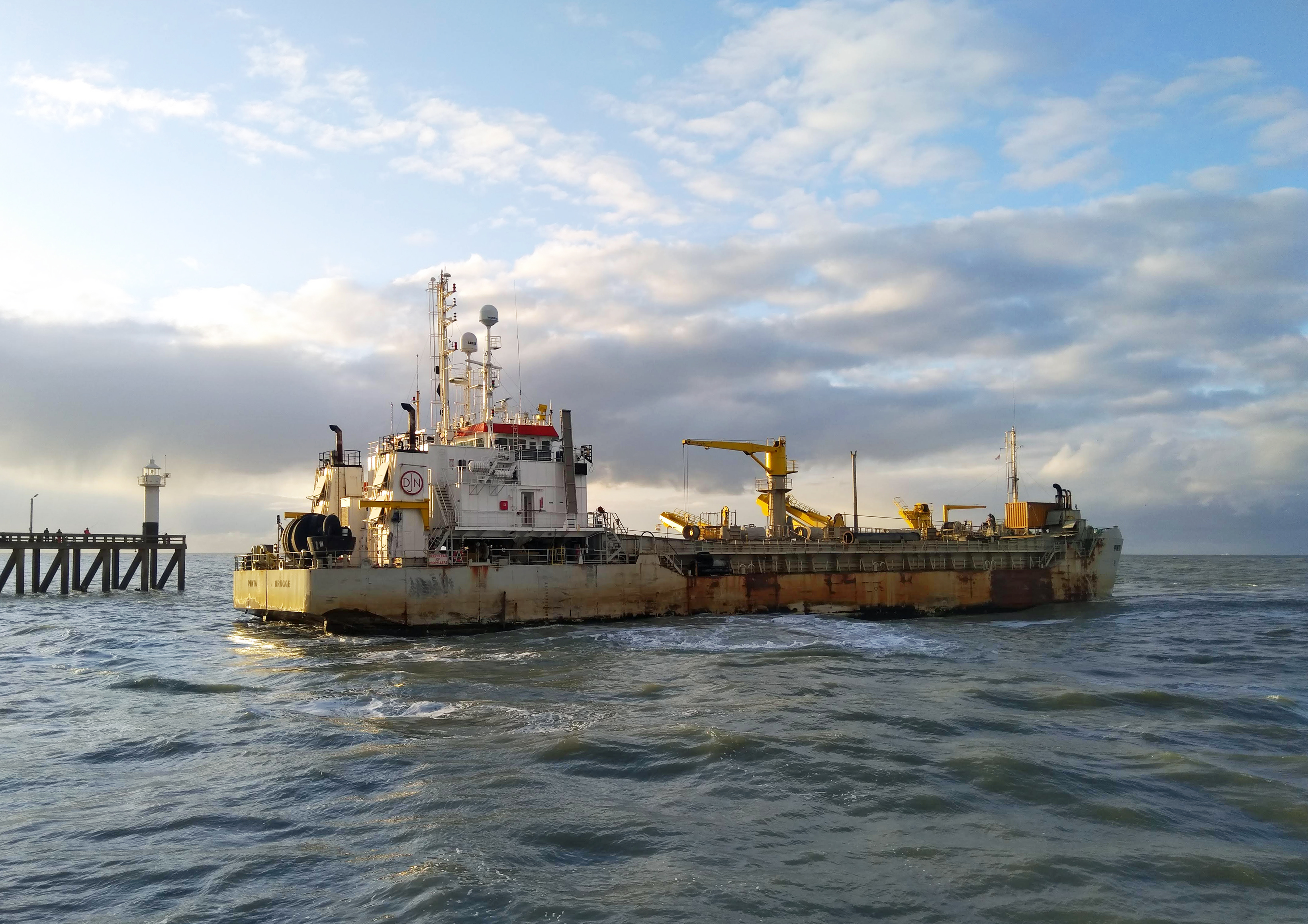
Een Belgische sleephopperzuiger van Jan De Nul vaart uit om zand te winnen voor de kust.

De Kwintebank is een zandbank in de zuidelijke Noordzee, gelegen op zo'n 15 km voor Nieuwpoort in België. De zandbank steekt 10 tot 15 m boven de omliggende zeebodem uit en bevindt zich bij laagwater slechts 5 m onder het wateroppervlak. Net zoals de andere Vlaamse Banken, is de Kwintebank zuidwest-noordoost georiënteerd. 

## Impact van zandwinning op de Kwintebank
Omdat, in tegenstelling tot naburige zandbanken, de Kwintebank voornamelijk bestaat uit grof zand (dat kan verwerkt worden in beton), was deze zandbank erg gegeerd voor zandwinning. Tijdens de laatste jaren van de 20e eeuw stond de Kwintebank in voor zo'n 75 % van de totale Belgische zandwinning op zee. De natuurlijke aanvoer van zand, nodig om de Kwintebank in stand te houden tijdens deze exploitatie, bleek echter sterk onvoldoende en begin de 21e eeuw gaapte een gat in het centrale deel van de zandbank. Mede gezien het belang van de Vlaamse Banken in functie van de bescherming tegen stormvloeden, werd een deel van de zandwinning op de Kwintebank stilgelegd in 2003, in de hoop dat de zandbank in de volgende jaren zichzelf zou herstellen. Dit bleek echter niet het geval en in 2010 was men genoodzaakt om de zandwinning op de Kwintebank nagenoeg volledig op te schorten. In de periode 2015-2019 vond nog slechts 4 % van de zandwinning op zee nog plaats rondom de Kwintebank. Het grootste deel van de zandwinning was toen verschoven naar de Thorntonbank. Daarnaast werd in het Marien Ruimtelijk Plan vastgelegd dat toekomstige ontginningen van zandbanken het oorspronkelijke reliëf maar beperkt mogen aantasten, zodat de invloed van deze veranderingen beperkt blijft tot lokaal niveau en er geen grootschalige erosie optreedt. 